# Cordilheira Penibética

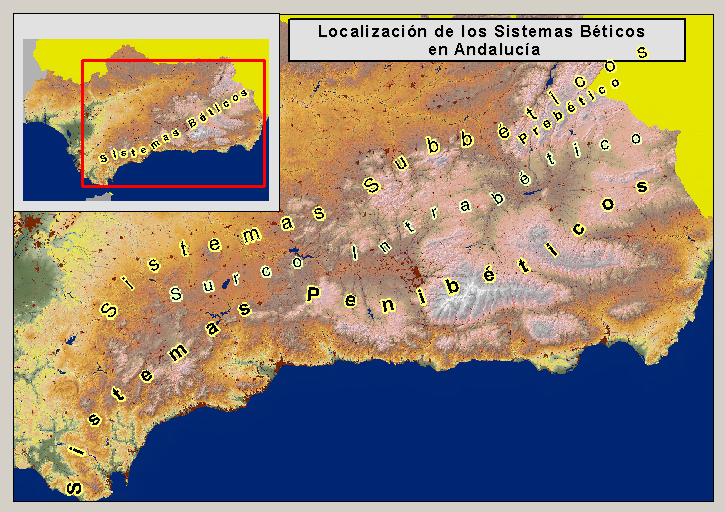
Os Sistemas Béticos

A Cordilheira Penibética é a mais meridional das Cordilheiras Béticas, e estende-se ao longo da costa sul da Andaluzia, desde a província de Cádis até à província de Almeria. Um pouco mais a norte, depois das denominadas "unidades intermédias" (conjunto de áreas deprimidas, denominadas hoyas, entre as quais se encontra a Hoya de Baza e Guadix), localizam-se as cordilheiras Subbética e Pré-bética.
As serras principais que a formam, de oeste para leste, são: das Neves (ou de Ronda), Tejeda, Almijara Nevada, Contraviesa, Gádor, Baza e Filabres.